# Sylvie Germain
Sylvie Germain (Châteauroux, 1954. január 8.–) francia írónő.

## Életútja
1954-ben született Châteauroux-ban. Gyermekkorát Franciaország különböző részein töltötte, édesapja alprefektusi áthelyezései folytán. Az 1970-es években Emmanuel Lévinas tanítványaként a Sorbonne-on diplomázott. Diplomamunkáját az aszkézis keresztény misztikában betöltött szerepéről írta. Később Lévinas-tanítványként filozófiából doktorált a Nanterre-i Egyetemen. Disszertációja - mestere életműve nyomán - az arc tematikáját dolgozta fel, Arcperspetívák. Transz-gresszió, De-kreáció, transzfiguráció címmel.
Egyetemi tanulmányait követően 1978-tól 1981-ig az Államtanácsban, majd 1981 és 1986 között a Francia Kulturális Minisztériumban dolgozott közalkalmazottként. 1986-tól 1993-ig a Prágai Francia Gimnáziumban tanított francia irodalmat és filozófiát.
1993 óta Franciaország különböző nagyvárosaiban (jelenleg Angoulême-ben) él férjével, a lengyel származású fényképésszel, Tadeusz Klubával.
1994 óta kizárólag irodalmi tevékenységet folytat.
2012-ben a Francia Szépírók Társasága Nagydíjával jutalmazta munkásságát, és 2013 májusában Belgiumban a Francia Nyelv és Irodalom Királyi Akadémia tagjává választották.

## Munkássága
Sylvie Germain az egyetemi tanulmányait követő években kezdett írni, elsőként novellákat és meséket. 1983-ban elküldte első novellagyűjteményét a Gallimard kiadónak, melyet akkor elutasítottak, de Roger Grenier a kézirat olvasása után regényírásra bátorította a fiatal írónőt.
Első megjelent műve, az Éjszakák könyve és annak folytatása, a Borostyánéj, a huszadik század történelmét feldolgozó, megrázó erejű családregény számos irodalmi díjat elnyert (Lions Club International-díj, 1984, Livre Insolite-díj, 1984, Mans Város Nagydíja, 1984, Hermès-díj), ezzel Sylvie Germain egy csapásra ismert és elismert kortárs szerzővé lépett elő.
Prágai évei során, 1989-ben jelent meg a A harag napjai című regénye, amely elnyerte a nagy presztízzsel bíró Femina-díjat. A történet középpontjában a Morvan-vidék és annak őrülettel birkózó lakói állnak. Ebből az időszakból (1991) származik a Siratóasszony Prága utcáin című misztikus elbeszélése, mely a város utcáin gomolygó, múltból felszálló fájdalom fantasztikummal telített feldolgozása.
Franciaországba visszatérve több művén is a prágai évek hatása érezhető: így a kommunista diktatúra szürkeségét majd a Bársonyforradalmat követő kiábrándulást bemutató Végtelenek (1993) és a Sókristályok (1996) című regény magán hordozza a kelet-közép-európai életérzés lenyomatát.
1998-ban jelent meg a bibliai ihletettségű Tóbiás az ingoványból című műve, melyet 2002-ben a Rossz szeretők dala (Thyde Monnier-Nagydíj 2002, RTBF Hallgatói Díj 2003) című regény követett.
Az írónő 2005-ben kiadót váltott: a műveit mindaddig kiadó Gallimard-tól egy másik francia óriáshoz, az Albin Michelhez szerződött. A váltást Magnus című regényének megjelenése fémjelezte, mely az írónő máig egyik legnagyobb közönségsikert aratott regénye. Ezt mi sem bizonyítja jobban, mint a regény által elnyert Középiskolások Goncourt-díja, amely Franciaország leg(el)ismertebb irodalmi elismerésének, a Goncourt-nak a középiskolai tanulók által megszavazott válfaja.
A regényt számos nyelvre lefordították. 2013 decemberétől a magyar könyvesboltok polcain is megtalálható a Helikon Könyvkiadó gondozásában, Magyarországon elsőként.
2005-öt követően regényeinek fókuszában a modern ember identitáskeresése illetve -vesztése kerül: 2008-ban jelent meg a titokzatos családi mentőangyal, Pierre felbukkanását majd nyomtalan eltűnését feldolgozó Észrevétlen című regénye, melyet 2009-ben a Képen kívül követett. Utóbbi a fokozatosan láthatatlanná váló Aurélien története, mely egyben az emberi kapcsolatok feloldódásának, semmibe-tűnésének riasztó krónikája is.
Sylvie Germain munkásságát 2013-ban az Apró nagyjelenetek című regény gazdagítja, mely különleges zeneiségével, költői stílusával kiemelkedik az írónő grandiózus életművéből. A regényt Goncourt-díjra jelölték.
Az írónő életműve regényein túl filozófiai, irodalmi és képzőművészeti tárgyú esszéket, szabadvers-kötetet, szöveggel illusztrált fotóalbumot, monográfiát és interjúkötetet is tartalmaz.
Két esszé-gyűjteménye, az Agyszülemények (1997) és a Regényhősök (2004) az alkotás folyamatát, az írói képzelet működésének labirintusait járja be.
Több filozófiai műve a hit, a láthatatlan s legfőképpen halhatatlan Isten kérdéskörét feszegeti. Ezek közül való a Csendvisszhang című, 1997-ben a Vallásos Irodalom-díját elnyert műve, a 2003-as Időábránd, a 2011-ben kiadott Négy lét-tett és a 2012-ben publikált Vándortalálkozók.
Sylvie Germain filozófiai munkásságának másik fontos tengelye a halál tematikáját dolgozza fel. ( Meghalni egy kicsit (2000), A világ nélkületek - 2011: Az európai irodalom Jean Monnet-díja.)
Képzőművészeti tárgyú esszéi többnyire a németalföldi szerzők munkásságát érintik. (Fényműhelyek; Patinir, tájkép Szent-Kristóffal)
Egyetlen monográfiai jellegű műve a koncentrációs táborok áldozatául esett Etty Hillesumról szóló életrajzi kötet. (Etty Hillesum)

## Az életmű általános jellemzői
Sylvie Germain regényei és filozófiai tárgyú esszéi a Rossz, a Szenvedés és a Bűn létének értelmét kutatják a modern lét embertagadó forgatagában, és zsidó-keresztény misztikumtól áthatott életműve a spiritualitást mély humánummal, stiláris gazdagsággal és fantasztikummal ötvözi.

## Magyarul
- Magnus; ford. Nagy Viktória; Helikon, Bp., 2013